# Matsuki Seiya
Matsuki Seiya (松木 政也 Matsuki Seiya, sinh ngày 12 tháng 6 năm 1994) là một cầu thủ bóng đá người Nhật Bản. Anh thi đấu cho SC Sagamihara.

## Sự nghiệp
Matsuki Seiya gia nhập câu lạc bộ J3 League SC Sagamihara năm 2017.